# The Call of the Heart (film 1909)
The Call of the Heart è un cortometraggio muto del 1909. Il nome del regista non viene riportato nei credit del film.

## Trama
Una vedova ancora giovane si è fidanzata ma lei chiede all'uomo di non parlare ancora del fidanzamento a sua figlia. Quando il fidanzato si reca in visita a casa sua, la ragazza lo accoglie con entusiasmo, visto che è un vecchio amico di famiglia. Passa un mese. La giovane si è innamorata di lui, ma l'uomo intende rispettare la parola data: la vedova assiste non vista a un incontro tra i due e, per non rovinare la felicità della figlia, rinuncia all'uomo che ama.

## Produzione
Il film fu prodotto dalla Lubin Manufacturing Company.

## Distribuzione
Distribuito dalla Lubin Manufacturing Company, il film - un cortometraggio della lunghezza di 204 metri  - uscì nelle sale cinematografiche statunitensi il 6 settembre 1909. Nelle proiezioni, veniva programmato con il sistema dello split reel, accorpato in un'unica bobina con un altro cortometraggio prodotto dalla Lubin, Our Country in Arms.